# 徐承煜
徐承煜（1841年—1901年），字楠士，漢軍正藍旗人，清朝政治人物。徐桐之子。
咸豐十一年（1861年），拔貢生。同治七年（1868年），任戶部額外主事。同治十年（1871年），戶部候補主事。光緒四年，任戶部福建司主事。光緒六年（1881年），升任戶部廣西司員外郎。光緒七年，任戶部陝西司郎中。光緒十三年，改戶部廣西司郎中、鴻臚寺少卿、光祿寺少卿。光緒十六年，任通政使司參議。光緒十八年，升任內閣侍讀學士、太常寺少卿、大理寺少卿。光緒二十一年，任太僕寺卿，兼署大理寺卿。光緒二十二年，任太常寺卿。次年，改宗人府府丞、接辦繙譯鄉試提調、左副都御史。光緒二十四年，署禮部左侍郎，任刑部左侍郎。光緒二十六年，兼署禮部左侍郎。義和團運動中，因強烈支持義和拳，联军入城后被日军俘获，清廷依《辛丑條約》要求將其即行正法。